# Episodi de La mia vita con Derek (prima stagione)
La prima stagione della sit-com La mia vita con Derek, composta da 13 episodi, è andata in onda in Canada nel periodo compreso tra settembre 2005 e gennaio 2006.
In Italia la messa in onda dell'intera stagione è stata concentrata nella seconda metà di ottobre 2006 su Disney Channel.
| nº | Titolo originale     | Titolo italiano             | Prima TV Canada   | Prima TV Italia  |
| -- | -------------------- | --------------------------- | ----------------- | ---------------- |
| 1  | The Room             | Una nuova famiglia          | 18 settembre 2005 | 16 ottobre 2006  |
| 2  | The Fall             | Tsunami                     | 25 settembre 2005 | 17 ottobre 2006  |
| 3  | The Party            | Il party                    | 2 ottobre 2005    | 18 ottobre 2006  |
| 4  | Puppy Dog Tails      | Compromessi                 | 16 ottobre 2005   | 19 ottobre 2006  |
| 5  | Grade Point: Average | Solidarietà fraterna        | 23 ottobre 2005   | 20 ottobre 2006  |
| 6  | The Wedding          | Scene da un matrimonio      | 30 ottobre 2005   | 23 ottobre 2006  |
| 7  | The Poxfather        | Il padrino della varicella  | 6 novembre 2005   | 24 ottobre 2006  |
| 8  | House of Games       | Il fine giustifica i mezzi  | 13 novembre 2005  | 25 ottobre 2006  |
| 9  | Marti the Monster    | Il baby-sitter              | 4 dicembre 2005   | 26 ottobre 2006  |
| 10 | Sweet Misery         | Chi sbaglia paga pegno      | 11 dicembre 2005  | 27 ottobre 2006  |
| 11 | Babe Raider          | Babe Raider                 | 18 dicembre 2005  | 30 ottobre 2006  |
| 12 | All Systems No Go    | Una famiglia sconclusionata | 15 gennaio 2006   | 31 ottobre 2006  |
| 13 | Male Code Blue       | Con mia sorella mai!        | 22 gennaio 2006   | 1º novembre 2006 |

## Una nuova famiglia
- Titolo originale: The Room
- Diretto da: Ron Murphy
- Scritto da: Daphne Ballon

### Trama
Le famiglie Venturi e McDonald si sono unite e vivranno insieme nella casa dei Venturi.
Casey si lamenta che la sua nuova stanza è troppo piccola e vuole quella di Derek, il quale però non intende cederla.
George propone di sistemare il seminterrato per ricavarne una camera per Casey, ma a lavori ultimati si apre una discussione perché Derek, entusiasta di come è stato sistemato, vuole il posto e si dice addirittura disposto a dare la sua stanza a Casey.
Alla fine George e Nora trovano una soluzione definitiva: saranno loro a trasferirsi nel seminterrato, mentre Casey potrà avere la loro stanza e Derek rimarrà nella sua.
- Guest star: Arnold Pinnock (Paul), Shadia Simmons (Emily)

## Tsunami
- Titolo originale: The Fall
- Diretto da: Ron Murphy
- Scritto da: Daphne Ballon e Bernice Vanderlaan

### Trama
Casey non riesce ad ambientarsi nella nuova scuola e la presenza di Derek di certo non la aiuta.
La sua reputazione è compromessa quando cade dalle scale e travolge uno studente: dopo quell'episodio le viene affibbiato il nomignolo Tsunami.
Casey continua a cadere in diverse circostanze, tra cui anche a casa, e Derek si diverte a prenderla in giro: Nora cerca di consolare la figlia e di farla desistere dal lasciare la scuola.
Derek però ha un sospetto: tutte le volte che Casey è caduta era presente il suo migliore amico Sam e teme che la sorellastra si sia presa una cotta per lui.
- Guest star: Arnold Pinnock (Paul), Shadia Simmons (Emily), Kit Weyman (Sam)

## Il party
- Titolo originale: The Party
- Diretto da: Ron Murphy
- Scritto da: Jeff Biederman

### Trama
Non avendo potuto fare una vera e propria luna di miele, George e Nora partono con Marti per il week-end e lasciano i figli a casa da soli: Derek ne vuole approfittare per organizzare una grande festa, mentre Casey è naturalmente dell'idea opposta.
Derek parcheggia Edwin e Lizzie dai loro amici e tiene comunque il party, al quale però si imbucano molti sconosciuti e ben presto la casa viene messa a soqquadro.
Casey spinge Derek in bagno per dargli un ultimatum, ma restano intrappolati dentro perché la maniglia della porta era difettosa.
I due fratellastri vengono liberati dall'arrivo a casa dei genitori che, dopo aver cacciato gli invitati, li mettono in punizione.
- Guest star: Arnold Pinnock (Paul), Shadia Simmons (Emily)

## Compromessi
- Titolo originale: Puppy Dog Tails
- Diretto da: Ron Murphy
- Scritto da: Edward Riche

### Trama
Le McDonald ritengono che la casa necessiti di un tocco femminile, in particolare il soggiorno, e cominciano dei veri e propri lavori di pulizia generale, andando anche a sostituire mobili e quadri.
George e Derek si arrabbiano molto quando non trovano più il loro divano che, seppure vecchio e consunto, rappresentava per loro tutta una serie di importanti ricordi.
George e Nora iniziano a litigare e i figli, temendo possibili conseguenze drastiche, riescono a rientrare in possesso del vecchio divano e lo rimettono al suo posto.
- Guest star: Arnold Pinnock (Paul), Shadia Simmons (Emily)

## Solidarietà fraterna
- Titolo originale: Grade Point Average
- Diretto da: Ron Murphy
- Scritto da: Dennis Heaton

### Trama
Casey è stanca di essere considerata una secchiona dagli altri studenti e decide di non studiare per la ricerca di letteratura inglese.
Al contrario, Derek deve ottenere un risultato brillante per non essere nuovamente bocciato, possibilità che George non intende nemmeno prendere in considerazione.
Derek si fa mettere in coppia con Casey, senza sapere che la sorellastra stavolta non intende studiare: così, mentre Derek si affanna nel tentativo disperato di cavare qualcosa dai libri, Casey sperimenta senza successo diversi metodi di distrazione dallo studio.
La notte prima della consegna Casey si convince che Derek ha bisogno di aiuto e gli dà una mano, riuscendo a ottenere un 90 che per lui significa salvezza.
- Guest star: Arnold Pinnock (Paul), Shadia Simmons (Emily), Kit Weyman (Sam)

## Scene da un matrimonio
- Titolo originale: The Wedding
- Diretto da: Ron Murphy
- Scritto da: John May e Suzanne Bolch

### Trama
La famiglia Venturi ospita il rinfresco nuziale del secondo matrimonio di Fiona, sorella di Nora.
Casey prende l'iniziativa di organizzare tutto: George va all'addio al celibato del futuro marito Harry, Nora si occupa di sua sorella e i ragazzi allestiscono il rinfresco.
Un serio problema è costituito dal pessimo rapporto che intercorre tra Casey e sua cugina Victoria, detta Vicky: quest'ultima, molto vanitosa, ha sempre umiliato Casey, la quale per tutta risposta la chiama Vicky lombrichi.
Derek, oltre a fare il regista delle riprese, riesce nel difficile compito di rappacificare le due cugine: Casey scopre infatti che Vicky la prendeva in giro solo perché era gelosa di lei.
Il filmato del matrimonio riesce bene, con Edwin che riprende a tradimento Derek mentre sta baciando Vicky.
- Guest star: Arnold Pinnock (Paul)

## Il padrino della varicella
- Titolo originale: The Poxfather
- Diretto da: Ron Murphy
- Scritto da: Suzanne Bolch e John May

### Trama
Derek si ammala di varicella e deve stare a casa da scuola: Casey ascolta una sua telefonata all'amico Frank in cui gli dice di pensare a vendere la "roba".
Casey ha paura che Derek stia parlando di droga, ma il fratellastro le spiega che si tratta di oggetti di cancelleria dell'ufficio di George, abiti usati dei genitori e compilation autoprodotte che vende agli studenti a prezzi vantaggiosi.
Allettata dai guadagni di quel business, Casey diventa la responsabile delle vendite finché non viene scoperta e messa in punizione.
- Guest star: Arnold Pinnock (Paul), Shadia Simmons (Emily)

## Il fine giustifica i mezzi
- Titolo originale: House of Games
- Diretto da: Ron Murphy
- Scritto da: Alex Pugsley

### Trama
Da quando le famiglie Venturi e McDonald abitano nella stessa casa, si è creato un contenzioso per la gestione degli spazi comuni.
I ragazzi si sfidano in una serie di giochi per assegnare le cinque zone comuni ad una delle due famiglie.
Le McDonald sanno già che i Venturi imbroglieranno e decidono di corrompere Marti, convincendola a passare dalla loro parte.
Derek, scoperte le trame delle avversarie, manda Edwin a fare l'infiltrato nell'altra squadra per sapere la loro tattiche.
Le McDonald sono convinte di vincere l'ultima sfida, in cui sono messe in palio tutte le zone, ma a vincere sono i Venturi.
- Guest star: Arnold Pinnock (Paul)

## Il baby-sitter
- Titolo originale: Marti the Monster
- Diretto da: Ron Murphy
- Scritto da: Daphne Ballon e Bernice Vanderlaan

### Trama
Casey è incaricata dai genitori di fare la baby-sitter a Marti.
Derek vuole sostituirla per far colpo sulla sua nuova fiamma Sandra, che ama i bambini.
- Guest star: Arnold Pinnock (Paul), Shadia Simmons (Emily), Claire Hewlett (Sandra)

## Chi sbaglia paga pegno
- Titolo originale: Sweet Misery
- Diretto da: Ron Murphy
- Scritto da: Bernice Vanderlaan

### Trama
Per colpa di Derek, Casey cade e si fa male al ginocchio.
Casey pretende di essere servita e riverita da Derek, altrimenti dirà tutto ai genitori.
- Guest star: Arnold Pinnock (Paul), Shadia Simmons (Emily), Kit Weyman (Sam)
- Altri interpreti: Nancy Guy (studentessa)

## Babe Raider
- Titolo originale: Babe Raider
- Diretto da: Ron Murphy
- Scritto da: John May e Suzanne Bolch

### Trama
Casey disprezza il gioco Babe Raider nel quale secondo lei è presente la discriminazione femminile.
Quando viene a sapere che piace a Sam, Casey rinuncia ai suoi princìpi per farsi vedere amante del gioco.
- Guest star: Arnold Pinnock (Paul), Shadia Simmons (Emily), Kit Weyman (Sam)

## Una famiglia sconclusionata
- Titolo originale: All Systems No Go
- Diretto da: Ron Murphy
- Scritto da: Jeff Biederman

### Trama
I rapporti tra i Venturi e i vicini di casa, i Davies, non sono ottimali: il principale responsabile è Derek, che si intrufola spesso e volentieri nella loro piscina per fare il bagno.
Un'occasione per fare pace deriva da un incontro del club del libro organizzato da Nora, la quale però deve assentarsi perché è stata invitata dalle amiche a trascorrere fuori il week-end.
George, al quale Nora affida l'incarico di preparare la serata, è in difficoltà e, per non fare brutte figure con i Davies, dice la verità.
- Guest star: Arnold Pinnock (Paul), Shadia Simmons (Emily), Catherine Burdon e Jim Codrington (signori Davies)
- Altri interpreti: Kayla Mills (Amy)

## Con mia sorella mai!
- Titolo originale: Male Code Blue
- Diretto da: Ron Murphy
- Scritto da: Jeff Biederman

### Trama
Casey e Sam si rendono conto di piacersi: Derek fa di tutto per ostacolarli, in quanto non vuole che si mettano insieme.
Derek si inventa una sorta di codice maschile secondo il quale un uomo non può fidanzarsi con la sorella del migliore amico.
Sam, che ha sempre appoggiato Derek, stavolta non vuole dargliela vinta e, dopo aver discusso a lungo, ottiene finalmente la sua approvazione al fidanzamento.
- Guest star: Arnold Pinnock (Paul), Shadia Simmons (Emily), Kit Weyman (Sam)